# Miss Venezuela 1986
Miss Venezuela 1986 fue la trigésima tercera (33.ª) edición del certamen Miss Venezuela. Se llevó a cabo el 9 de mayo de 1986 en Caracas, Venezuela. La ganadora del certamen fue Bárbara Palacios, Miss Trujillo.
El certamen fue transmitido en vivo por Venevisión desde el Teatro Municipal de Caracas, Venezuela. Al final de la noche, la reina saliente, Silvia Martínez Stapulionis coronó a Bárbara Palacios de Trujillo como la nueva Miss Venezuela.

## Desarrollo
Un opening abrió el espectáculo, la noche del viernes 9 de mayo de 1986, en el Teatro Municipal de Caracas. Gilberto Correa y Carmen Victoria Pérez fueron los encargados de guiar la gala, cuyo cuadro principal estuvo dedicado al Caribe, en él participaron Amílcar Boscán, Fedra López acompañada por un mono, Herminia Martínez y un chivo. Dos números adicionales completaron el show. Uno con la reina del rock Melissa, acompañada en subsegmentos con Pablo Manavello, Fanny Barrios y Paul Gillman. Y el otro con Mirla Castellanos, Jorge Rigó y Jorge Aguilar. Además, tuvieron una participación especial las reinas Susana Duijm, Irene Sáez, Nina Sicilia, Astrid Carolina Herrera, Pilín León, Ruddy Rodríguez, Ivonne Balliache, Silvia Martínez y Fulvia Torre. En el jurado figuró Blanca Ibáñez, secretaria privada y amante del presidente de turno, Jaime Lusinchi, quien se autoproclamaba «doctora». Hubo una retirada: Constanza Enriqueta Giner Barreto (Dependencias Federales).

## Resultados
| Resultado Final      | Candidata                               |
| -------------------- | --------------------------------------- |
| Miss Venezuela 1986  | - Trujillo - Bárbara Palacios           |
| Miss World Venezuela | - Zulia - María Begoña Juaristi         |
| 1.ª finalista        | - Portuguesa - Nancy Gallardo           |
| 2.ª finalista        | - Táchira - Laura Fazzolari             |
| 3.ª finalista        | - Anzoátegui - Maite Delgado            |
| 4.ª finalista        | - Departamento Vargas - Catherine Fulop |
| 5.ª finalista        | - Sucre - Raquel Lares                  |
| 6.ª finalista        | - Guárico - Yoelis Sánchez Azpúrua      |

## Participantes
| - Miss Amazonas - Yukency Teresita Sapucki Tovar - Miss Anzoátegui - Maite Coromoto Delgado González - Miss Apure - María Luisa Palazón Valverde - Miss Aragua - Indira Mass Lafont - Miss Barinas - Betzabeth Emilia Coelles Araujo - Miss Bolívar - Hilda De Stefano Fuenmayor - Miss Carabobo - Lorena María Tosta Jentsch - Miss Delta Amacuro - Grizel Beatriz Herrera Villegas - Miss Departamento Libertador - Marisol Ayala Vera - Miss Departamento Vargas - Catherine Amanda Fulop García - Miss Distrito Federal - Jacqueline Alba Alberdi Villanueva - Miss Falcón - Leonela Lanz Álvarez | - Miss Guárico - Yoelis Sánchez Azpúrua - Miss Lara - Laura Schettini Fanelli - Miss Mérida - Elvira Moreno Rivero - Miss Miranda - Lucía Carolina Perpetuo González - Miss Monagas - María Carolina Pacheco Moreno - Miss Nueva Esparta - Clara Catherine Taormina Severino - Miss Portuguesa - Nancy Josefina Gallardo Quiñones - Miss Sucre - Raquel Teresa Lares Rivero - Miss Táchira - Laura Inés Fazzolari Scurria - Miss Trujillo - Bárbara Palacios Teyde - Miss Yaracuy - Alicia Lammersdorf Beliauskaite - Miss Zulia - María Begoña Juaristi Mateo |